# Zombie 100 – Bucket List of the Dead
Zombie 100 – Bucket List of the Dead (jap. ゾン100～ゾンビになるまでにしたい100のこと～ Zon 100 ~ Zonbi ni Naru made ni Shitai 100 no Koto ~), auch Zom 100, ist eine Manga-Serie von Haro Asō und Kōtarō Takata, die seit 2018 in Japan erscheint. Die Horror-Komödie wurde in mehrere Sprachen übersetzt. 2023 startete eine Anime-Adaption von Studio Bug Films.

## Inhalt
War Akira Tendō (天道 輝) zunächst noch froh, bei seiner Wunschfirma angestellt zu werden, stellt sich diese bald als furchtbarer Arbeitgeber heraus: Viele Überstunden, Druck von den Kollegen, keinen Urlaub zu nehmen, und die hübsche Saori Otori in der Buchhaltung, wegen der er sich zunächst noch Hoffnungen machte, ist die Geliebte des herrischen Chefs. Nach drei Jahren ist Akira völlig erschöpft und wechselt nur noch zwischen Schlafen und Arbeiten. Doch dann wacht er eines Tages in der Zombie-Apokalypse auf. Da die letzten Jahre für ihn schon die Hölle waren, ist er darüber eher begeistert: Endlich muss er nicht mehr arbeiten und kann tun, was er will. Er gesteht Frau Otori seine Liebe – auch wenn die schon zum Zombie geworden ist – und hilft seinen Nachbarn. Schließlich beginnt Akira eine Liste von 100 Dingen, die er erleben will, ehe er auch zum Zombie wird. Er trifft sich mit seinem Studienfreund Ken'ichirō Ryūzaki (竜崎 憲一朗), genannt Kencho, der wegen der Zombies schon verzweifelt ist und steckt ihn mit seiner Lebensfreude an. Gemeinsam nutzen sie das Chaos aus, um ihre Wünsche zu erfüllen. Sie haben ein Date mit Stewardessen, die jedoch kurz darauf zu Zombies werden, und Akira kann mit Hilfe eines Haischutzanzuges Menschen vor Zombies retten und sich so den Wunsch erfüllen, ein Superheld zu werden.
Immer wieder trifft Akira auch auf Shizuka Mikazuki (三日月 閑). Die junge Frau ist auf das Überleben fixiert und kann über Akiras Leichtsinn nur den Kopf schütteln. Sie lehnt es immer wieder ab, sich mit ihm zusammenzutun, um sich selbst zu schützen. Als sie aber erneut aufeinandertreffen, um mit einem Wohnwagen die Stadt zu verlassen, willigt Shizuka ein, da sie nicht selbst fahren kann. Akira will zu seinen Eltern auf dem Land, in der Hoffnung, dass diese in Sicherheit sind und sie dort Schutz finden. Unterwegs treffen sie erneut auf seinen früheren Vorgesetzten, dem es durch Psychoterror fast gelingt, Akira als seinen Untergebenen zu gewinnen, wie er es zuvor schon mit vielen anderen getan hat. Doch Kencho und Shizuka können Akiras Lebensfreude wiedererwecken. Außerdem gabeln sie auf dem Weg die europäische Touristin und Japan-Fan Beatrix Amerhauser auf, mit der sie Heiße Quellen besuchen. Die Straße zum Dorf von Akiras Eltern ist versperrt, sodass sie durch den Wald gehen müssen, und sich dort am Bau eines Baumhauses beteiligen. Im Dorf angekommen – hier konnten die Zombies bisher ferngehalten werden – will Akira sich bei seinen Eltern erkenntlich zeigen für alles, was er früher von ihnen bekommen hat.

## Veröffentlichung
Der Manga erscheint seit Oktober 2018 in Einzelkapiteln im Magazin Sunday Gene-X bei Shogakukan. Der Verlag bringt die Geschichte auch gesammelt in bisher 17 Bänden heraus. Eine deutsche Übersetzung der Bände erscheint seit Mai 2021 bei Carlsen Manga in bisher 16 Bänden (Stand: April 2025). Die Übersetzerin ist Katrin Stamm. Eine englische Fassung wird von Viz Media veröffentlicht, eine französische von Kana, eine italienische von J-Pop und eine polnische von Studio JG.

## Animeserie
Eine Adaption als Anime entstand beim Studio Bug Films unter der Regie von Kazuki Kawagoe. Die Drehbücher schrieb Hiroshi Seko. Die künstlerische Leitung lag bei Taketo Gonpei, das Charakterdesign entwarf Kii Tanaka, für den Ton war Kazuki Kawagoe verantwortlich und die CGI-Arbeiten leitete Hiroyuki Goto. Für die Kameraführung war Naho Hasegawa verantwortlich, die Produzenten waren Emi Momiiyama, Emi Satō, Hiroshi Kamei, Junya Okamoto und Yuki Hasegawa.
Der Anime wurde erstmals im Januar 2023 angekündigt. Die 24 Minuten langen Folgen werden seit dem 9. Juli 2023 von MBS und TBS in Japan ausgestrahlt. Die Plattform Crunchyroll veröffentlicht die Serie international per Streaming, unter anderem mit deutschen und englischen Untertiteln, sowie etwas später mit Synchronfassungen unter anderem auf Deutsch.

### Synchronisation
Die deutsche Synchronfassung entstand bei TNT Media unter der Regie von Jermain Meyer und nach Dialogbüchern von Poetine Alija und Ness Gerung.
| Rolle                       | japanischer Sprecher (Seiyū) | deutscher Sprecher |
| --------------------------- | ---------------------------- | ------------------ |
| Akira Tendō                 | Shūichirō Umeda              | Patrick Keller     |
| Shizuka Mikazuki            | Tomori Kusunoki              | Ronja Peters       |
| Ken'ichirō Ryūzaki / Kencho | Makoto Furukawa              | Roman Wolko        |
| Beatrix Amerhauser / Bea    | Minami Takahashi             | Eleni Möller       |

### Musik
Die Musik der Serie komponierten Makoto Miyazaki. Das Vorspannlied ist Song of the Dead von KANA-BOON und der Abspann ist unterlegt mit Happiness of the Dead von Shiyui.